# Мічурінський (Новосибірський район)
Мічурінський (рос. Мичуринский) — селище у Новосибірському районі Новосибірської області Російської Федерації.
Входить до складу муніципального утворення Мічурінська сільрада. Населення становить 1208 осіб (2010).

## Історія
Згідно із законом від 2 червня 2004 року органом місцевого самоврядування є Мічурінська сільрада.

## Населення
| 2002 | 2007  | 2010  |
| ---- | ----- | ----- |
| 1093 | ↗1153 | ↗1208 |